# Жертвоприношение (предстоящий фильм)
«Жертвоприношение» (англ. Sacrifice) — предстоящий американский сатирический триллер режиссёра Ромена Гавраса. В фильме снимутся Аня Тейлор-Джой, Крис Эванс, Сальма Хайек и Венсан Кассель.

## Сюжет
Актёра-неудачника Майка Тайлера приглашают на элитный благотворительный вечер, который проходит на острове рядом с вулканом. Мероприятие внезапно прерывает группа радикалов во главе с Джоан, которая намерена принести в жертву трёх богачей, включая Майка, чтобы исполнить пророчество и приблизить апокалипсис.

## В ролях
- Аня Тейлор-Джой — Джоан
- Крис Эванс — Майк Тейлор
- Сальма Хайек
- Венсан Кассель
- Амбика Мод[англ.]
- Сэм Ричардсон
- Джон Малкович
- Charli XCX
- Yung Lean
- Джереми О. Харрис

## Производство
В начале мая 2024 года стало известно, что режиссёр Ромен Гаврас снимет сатирический триллер «Жертвоприношение» по сценарию, написанному им совместно с Уиллом Арбери. В фильме снимутся Аня Тейлор-Джой, Крис Эванс, Сальма Хайек и Брендан Фрейзер. Съёмки начались в ноябре 2024 года, они проходят в Греции, Болгарии и Исландии.